# Дієцезія Айзенштадта
Дієцезія Айзенштадта (нім. Diözese Eisenstadt, лат. Dioecesis Sideropolitana) — дієцезія  Римо-Католицької Церкви на території федеральної землі Бургенланд з центром у місті Айзенштадт, Австрія. Дієцезія Айзенштадта входить в архідієцезію Відня.

## Історія

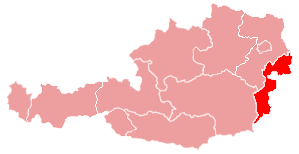

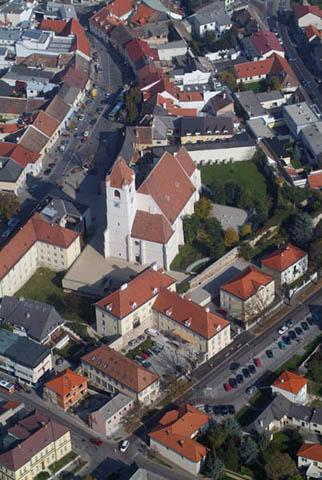
Собор святого Мартина

18 травня 1922 року Святий Престол заснував апостольську адміністратуру Бургенланда, виділивши її з угорських дієцезій Дьйора і Сомбатгею. У кінці 1949 року апостольська адміністратура Бургенланда увійшла у митрополію Відня.
15 серпня 1960 року апостольська адміністратура Бургенланда була перетворена в дієцезію Айзенштадта.
Станом на 31 грудня 2013 року в дієцезії Айзенштадта значилося 201 260 католиків, що становить 70,3 % від населення Бургенланда. Дієцезія Айзенштадта налічує 172 парафії, 80 парафіяльних об'єднань і 165 філій церков. Існують близькі партнерські зв'язки з єпархіями в Нігерії та Індії.

## Список ординаріїв
- Єпископ Фрідріх Густав Піффль (1922—1932);
- Єпископ Теодор Інніцер (1932—1949);
- Єпископ Йозеф Шойсволь (11.11.1949 — 18.01.1954);
- Єпископ Штефан Ласло (30.01.1954 — 28.12.1992);
- Єпископ Пауль Ібі (28.12.1992 — 9.07.2010);
- Єпископ Егідіус Жифкович (з 9.07.2010).